# Velocitat de deriva
La velocitat de deriva és la velocitat mitjana que una partícula, com un electró per exemple, aconsegueix com a conseqüència d'un camp elèctric. Atès que les partícules poden accelerar-se fins a velocitats properes a la velocitat de la llum en absència d'altres forces, el terme "velocitat de deriva" només és aplicable a portadors dins dels materials i no a les partícules al buit. En els sòlids les partícules col·lideixen o es difonen amb l'Estructura cristal·lina (o fonons) el que provoca el seu alentiment. La velocitat de deriva no és uniforme quan implica camps elèctrics com a agent accelerador extern.
En un semiconductor, els dos mecanismes de la difusió són la difusió per impureses iòniques i la difusió reticular.
{\displaystyle J_{\text{drift}}=\rho \cdot \nu _{\text{mig}}} on ρ és la densitat de càrrega en unitats {\displaystyle C/cm^{3}}, i νmig és la velocitat mitjana dels portadors.
{\displaystyle \nu _{\text{avg}}=\mu \cdot E} on μ és la mobilitat dels portadors {\displaystyle {\frac {cm^{2}}{V-s}}} i E és el camp elèctric (V/cm).

## Derivació
Per trobar una equació per la velocitat de deriva es pot començar amb la definició de corrent elèctric:
{\displaystyle I={\frac {\Delta Q}{\Delta t}}}
on
ΔQ és la quantitat de càrrega infinitesimal que passa a través d'una àrea en un temps infinitesimal Δt.
Es pot relacionar ΔQ al moviment de les partícules carregades en un conductor per:
{\displaystyle {\begin{aligned}\Delta Q&=({\text{nombre de càrregues}}\times {\text{càrrega per partícula}})\\&=\left(nA\Delta x\right)q\end{aligned}}}
on
n és el nombre de portadors de càrrega per unitat de volum
A és l'àrea de secció del conductor
Δx és una longitud infinitesimal del conductor
q és la càrrega dels portadors de càrrega
Normalment les partícules es mouen aleatòriament, però sota la influència d'un camp elèctric les càrregues elèctriques guanyen velocitat en una direcció específica. Això és el que s'anomena velocitat de deriva, vd. I com Δx = vd Δt, podem modificar l'equació anterior:
{\displaystyle \Delta Q=\left(nAv_{d}\Delta t\right)q}
Posant això sobre l'equació original i arreglant-la per solucionar la velocitat de deriva, tenim:
| {\displaystyle v_{d}={\frac {I}{nqA}}} |